# Horner Rennbahn (métro de Hambourg)
 (novembre 2009).
Si vous disposez d'ouvrages ou d'articles de référence ou si vous connaissez des sites web de qualité traitant du thème abordé ici, merci de compléter l'article en donnant les références utiles à sa vérifiabilité et en les liant à la section « Notes et références ».
Horner Rennbahn (en allemand : U-Bahnhof Horner Rennbahn) est une station de la ligne U2 et de la ligne U4 du métro de Hambourg. Elle se situe dans le quartier de Horn, dans l'arrondissement de Mitte. Le nom de la station fait référence à l'hippodrome de Hambourg-Horn au nord, également appelé Horner Rennbahn.

## Situation sur le réseau

Plans des lignes
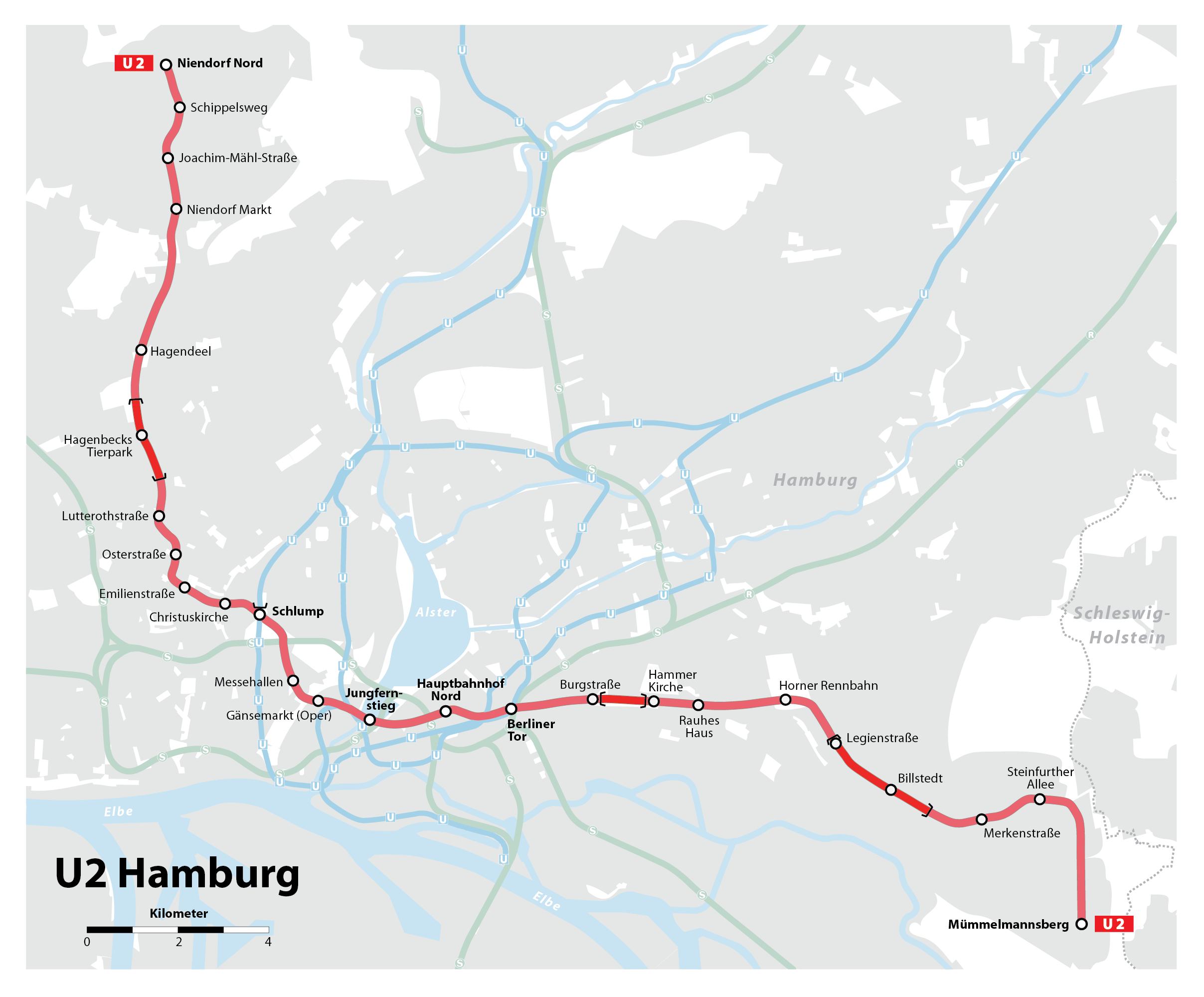
Ligne U2.
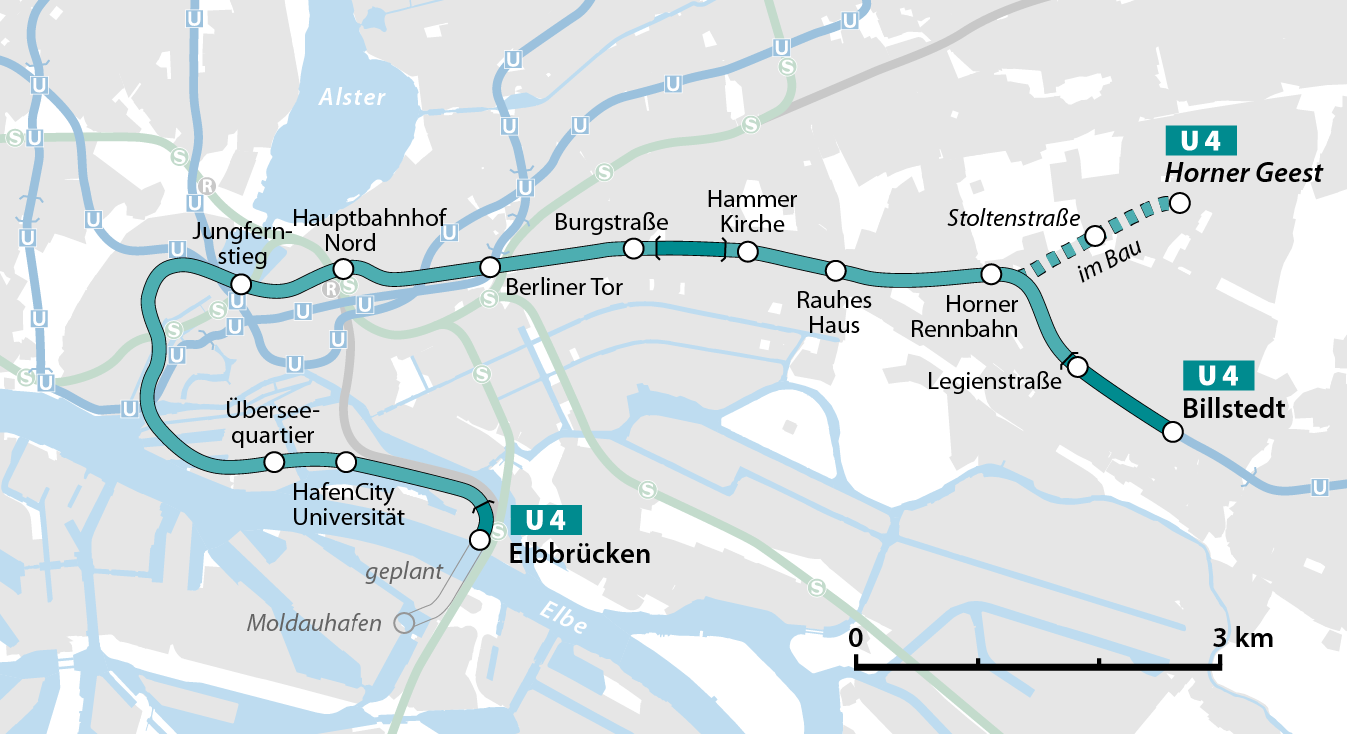
Ligne U4.

## Histoire
La construction de la station commencé en 1963 jusqu'à son ouverture quatre ans plus tard, le 2 janvier 1967, en tant que terminus temporaire de la ligne U3. À partir de ce jour, on peut aller de Horner Rennbahn par Berliner Tor, Landungsbrücken, Schlump et Kellinghusenstraße jusqu'à Barmbek. Le 24 septembre 1967, l'extension jusqu'à l'arrêt suivant, Legenstraße, est approuvée, qui se poursuit par étapes jusqu'au terminus actuel de Mümmelmannsberg.
Après l'échange de lignes dans les branches orientales, la ligne U2 traverse la station depuis le 29 juin 2009, qui relie désormais Niendorf Nord à Mümmelmannsberg, et depuis le 29 novembre 2012, la U4 relie également Hafencity à Billstedt.

## Architecture
Les murs sont carrelés de blanc et présentent un motif turquoise et bleu foncé en diagonale vers le haut. Le sol sont pavé de gris, le plafond est noir sur les rails et gris sur la plate-forme, les supports centraux sont également carrelés de blanc et portent une bande verticale bleu foncé au milieu de chaque côté.
À l'est de la plate-forme se trouve un système d'inversion à double voie, qui est principalement utilisé par les trains de la ligne U4. De plus, des véhicules qui ne sont plus nécessaires y sont garés, mais ils ne doivent pas encore être mis au rebut, par exemple deux voitures de train DT1 construites en 1958 et une voiture ferroviaire surélevée de 1912.

## Services aux voyageurs

### Accès et accueil
La station a une plate-forme insulaire qui s'élargit vers l'extrémité est. L'accès à l'est fut globalement gardé, puisqu'on peut changer ici pour différentes lignes de bus et, jusqu'en 1976, pour un tramway ; de petits magasins furent construits autour de l'entrée. À l'extrémité ouest de la plate-forme, il y a une entrée qui mène à un hall d'entrée dans un espace vert autour du Bauerberg et du Gojenboom.

### Intermodalité
La station est en correspondance avec les lignes de bus 23, X32, 160, 213, 260, 261, 600, 606.